# Mabel Tylecote
Pour les articles homonymes, voir Tylecote.
Mabel Tylecote, née Phythian le 4 février 1896 à Crumpsall et morte le 31 janvier 1987 à Manchester, est une historienne et universitaire britannique. Elle est connue comme une personnalité de la vie publique, politique et éducative, de Manchester.

## Biographie
Mabel Phythian naît à Crumpsall, Manchester, fille de John Ernest Phythian, avocat et journaliste, et d'Ada Crompton Prichard. John Phythian est membre du conseil municipal de Manchester de 1892 à 1898, et s'implique dans l'éducation populaire et plusieurs sociétés et organisations sociales et culturelles. Mabel passe son enfance à Holmes Chapel, dans le Cheshire et elle est scolarisée de 10 à 13 ans à la Beachfield School de Wilmslow. Elle devient membre du Parti travailliste à 18 ans et commence des études d'histoire à l'université Victoria de Manchester en 1915. Elle obtient son diplôme en 1919. Après ses études, elle enseigne l'histoire durant une année dans le Wisconsin (1919-1920) puis en Angleterre, au Huddersfield Technical College (1920-1924). Elle revient à Manchester, comme doctorante et assistante d'histoire de 1926 à 1930, dans le département d'histoire créé en 1922, la Manchester School of History. Elle soutient en 1930 une thèse de doctorat sur l'éducation des adultes, qu'elle publie en 1957 sous l'intitulé The Mechanics' Institutes of Lancashire and Yorkshire before 1851. Elle publie en 1940 The Education of Women at Manchester University 1883 to 1933. Elle quitte l'université en 1930 et est durant deux ans, directrice du Elvington Settlement, créé pour l'exploitation minière dans le Kent.
Elle épouse en 1932 Frank Edward Tylecote, médecin et professeur de médecine à l'université de Manchester, connu pour ses recherches sur le lien entre le tabagisme et le cancer du poumon. Celui-ci, veuf, a deux enfants de son premier mariage, et le couple a un fils. Ils vivent à Heaton Lodge, Stockport.
Mabel Tylecote est conseillère municipale de Manchester de 1940 à 1951 et conseillère municipale de Stockport, de 1956 à 1963. Elle est candidate travailliste au parlement britannique sans succès à cinq élections, de 1938 à 1955, dans trois circonscriptions, à Fylde, Middleton and Prestwich, et Norwich South. 
Elle reste très attachée à son ancienne université, mais soutient activement le Manchester Mechanics' Institute (en), devenu en 1970 l'université métropolitaine de Manchester (MMU), et elle est membre du conseil de l'université. La MMU lui décerne un fellowship à vie en 1973, et un bâtiment de la MMU porte son nom, de 1991 jusqu'à sa démolition en 2017.
Mabel Tylecote est faite dame commandeure de l'Empire britannique (DBE) en 1966. Elle est docteure honoris causa de l'université Victoria de Manchester en 1978. Elle passe ses dernières années à Manchester, où elle meurt à son domicile du 359 Wilbraham Road, Whalley Range, le 31 janvier 1987.
Ses archives personnelles sont déposées à la John Rylands Library de Manchester. Elles comprennent également une série de 67 aquarelles et dessins réalisés durant la Première Guerre par son frère, Wilfrid Phythian.

## Publications
- The Mechanics' Institutes of Lancashire and Yorkshire Before 1851, Manchester University Press, 1957, 346 p. (lire en ligne).
- The Education of Women at Manchester University, 1883 to 1933, Manchester University Press, 1941.